# Aubergines à la bonifacienne
Pour les articles homonymes, voir Aubergine et Bonifacio (homonymie).
Les aubergines à la bonifacienne ou aubergines farcies à la bonifacienne (mirizani pini, en ligure) sont une recette de cuisine traditionnelle de le cuisine corse de Bonifacio, en Corse, à base d'aubergine farcie au fromage corse,, (variantes des aubergines à la sarde, ou des farcis de la cuisine méditerranéenne).

## Histoire

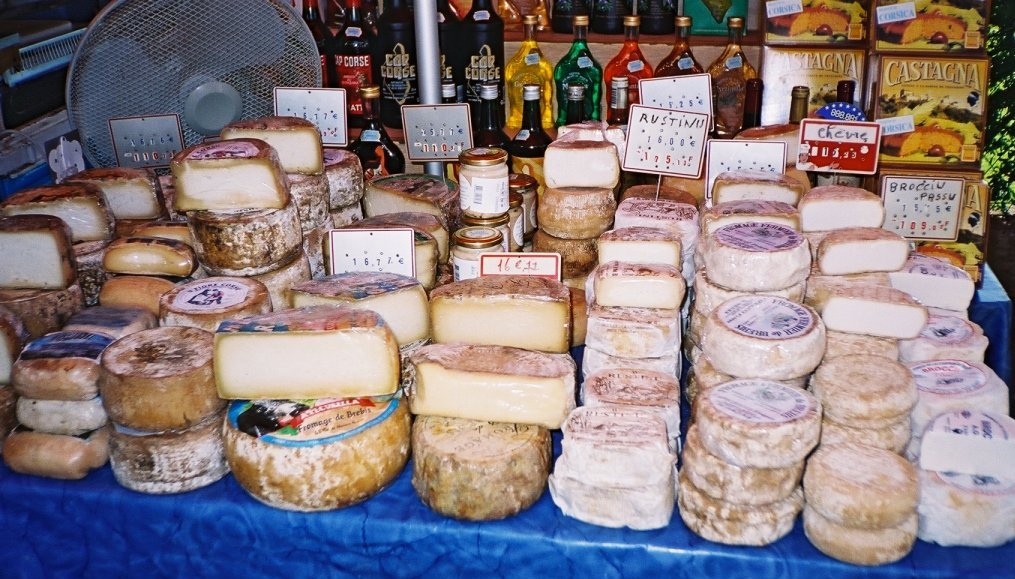
Quelques fromages corses.

Les aubergines à la bonifacienne sont un plat traditionnel corse de la région de Bonifacio. Dans un contexte traditionnel historique de dénuement, cette recette permettait de cuisinier (pour ne pas les perdre) le pain rassis et les vieux fromages corses (comme le casgiu merzu). Dans le contexte du développement du tourisme en Corse, des variantes à base de lait en font une spécialité culinaire emblématique de la ville.

## Préparation
Les aubergines cuites et évidées sont farcies avec une farce composée d'un mélange de chair d’aubergine, d’ail, de basilic, d'huile d'olive, de mie de pain trempée dans l’eau ou le lait, de fromage corse râpé (tomme, brocciu ou mélange de fromages), œufs, sel, poivre,,. Les aubergines farcies sont ensuite frites à l’huile d'olive (ou parfois gratinées au four). Le plat peut être accompagné de salade et de sauce tomate.